# Дідковський Борис Володимирович
Борис Володимирович Дідковський (нар. 1 травня 1883, Житомир — 13 серпня 1937, Свердловська область) — радянський геолог, педагог і революціонер.

## Навчання
Б.Дідковський народився 1 травня 1883 року в Житомирі в родині офіцера.
Навчався у Київському кадетському корпусі, у 1900—1904 роках був студентом електротехнічного і вільним слухачем фізико-математичного факультету Петербурзького університету.
У 1913 році закінчив Женевський університет як бакалавр математичних і геологічних наук, науковим керівником був Луї Дюпарк.

## Наукові дослідження
У 1913—1917 роках Б.Дідковський, повернувшись до Росії, займався геологічними дослідженнями Північного Уралу. Він працював на посаді головного геолога Миколая-Павдинського гірничого округу. В 1913—1917 роки він провів топографічну та геологічну зйомку округу, пошук і розвідку родовищ платини, золота, вугілля, заліза і т. д. Був керуючим драгою, при ньому перейшли від старательської до механізованого видобутку платини на копальні.

## Політична діяльність
До 1907 року був разом з соціал-демократами, але в 1907 році пішов до анархістів. Потім у березні 1917 року вступив в РСДРП(б). Був головою продовольчої управи у Верхотурі, керував збройними загонами, брав участь в Петербурзькому з'їзді депутатів, де готував урядову постанову про націоналізацію уральської промисловості.
Як член Президії Уральскої обласної ради брав у липні 1918 року участь у розстрілі царської сім'ї Романових.
Повернувшись, з жовтня 1918 року керував обороною Китлимо-Павдинского району.
У 1920—1923 роках служив керуючим районного рудного управління Єкатеринбурга.
А з серпня 1920 року Б.Дідковський на посаді голови Гірської ради ВРНГ на Уралі.

## Створення Уральськкого університету
Він також був у складі організаційного комітету Уральського державного університету.
Б.Дідковський працював викладачем вищої математики та проректором з адміністративно-господарської частини Уральського університету. А з осені 1921 по 1924 рік — обіймав посаду ректор Уральського державного університету.
В цей час він створив нові кафедри пошуку і розвідки корисних копалин, організував випуск «Известия Уральского государственного университета».
З 1922 по 1930 роки Б.Дідковський перейшов на посаду заступника голови, а згодом — керівника Уралплану.
У 1926—1930 роках він викладав в Уральському політехнічному інституті як доцент. Також працював завідувачем кафедри пошуку і розвідки корисних копалин. З 1930 по лютий 1936 рр. був керуючим Уральського геологічного тресту, директором Уральського геолого-розвідувального НДІ.

## Репресії
30 січня 1937 року був заарештований, а 10 серпня 1937 року був засуджений. Через три дні — 13 серпня 1937 року Б.Дідковський — був розстріляний як «активний учасник антирадянської терористичної організації правих на Уралі».
Реабілатовано його було посмертно 22 вересня 1956 року.

## Свідчення сучасників
| Ліві лапки | На Урал он прибыл в качестве коллекционера при профессоре геологии Дюпарке и был оставлен им для работ в Николо-Павдинском горном округе. Когда произошел большевистский переворот, Дидковский был избран от этого округа в депутаты областного совдепа в Екатеринбурге и занял здесь влиятельное положение. Во всех случаях отсутствия Белобородова Дидковский замещал его в областном совете депутатов, но, видимо, не принадлежал к партии коммунистов, а скорее был социал-революционером. Под конец власти советов в Екатеринбурге замечалось расхождение Дидковского с Белобородовым, и в совете образовались две партии, взаимно враждовавшие. Однако президиум стоял на стороне Белобородова, и партия Дидковского не получила значительного развития. | Праві лапки |

## Досягнення
- Розробив геологічну карту Уралу.
- Відстояв існування Уральського університету.
- Створив наукову школу.
- Розробив план розвитку Уралу.

## Увіковічнення пам'яті
На честь Б.Дідковського названі гора на Приполярному Уралі, гірський перевал на Північному Уралі, вулиці в Верхотурі та Павді.
За деякими припущеннями, спочатку (в 1920-ті роки) ім'я Б.Дідковського отримала гора висотою понад 1700 м. Але після розстрілу вченого вона була перейменована в Мансі-Нер. Трохи згодом, у 1968 р. його ім'ям була названа сусідня гора, висотою 1673 м.
В 1970 році на піку Дідковського була встановлена плита з меморіальної написом.